# Ugliancaldo
Ugliancaldo è una frazione del comune italiano di Casola in Lunigiana, nella provincia di Massa-Carrara, in Toscana.

## Geografia fisica

### Territorio
I boschi attorno al paese sono in prevalenza formati da castagni.

### Clima
Il clima del posto è piuttosto mite d'estate mentre d'inverno la temperatura può scendere al di sotto dello zero.

## Storia
Il borgo di Ugliancaldo deve probabilmente il suo nome a quello di un gentilizio romano, Ulius. Situato a dominio delle valli del Lucido e del Tassonaro, si possono godere suggestivi panorami. Il feudo fu un fiorente centro artigianale, prima sotto i Malaspina di Fosdinovo e del Castel dell'Aquila di Gragnola e poi dal 1418 sotto Firenze.

## Monumenti e luoghi d'interesse
Gli elementi di maggiore interesse della frazione sono l'antica porta trecentesca nella parte vecchia del borgo, la chiesa di Sant'Andrea del XV secolo e l'oratorio di San Rocco (XVIII secolo).